# Joshua Mukeh
Joshua Ebitonmo Mukeh (Utrecht, 1 september 2003) is een Nederlands-Nigeriaans voetballer die doorgaans als verdediger speelt. Hij komt uit voor FC Utrecht.

## Carrière
Joshua Mukeh speelde in de jeugd van AFC Ajax en FC Utrecht. Hij debuteerde in het betaald voetbal voor Jong FC Utrecht op 2 april 2021, in de met 2-3 gewonnen uitwedstrijd tegen Telstar.
In het seizoen 2022/23 werd Mukeh verhuurd aan TOP Oss. Hij debuteerde op 9 september 2022 tegen Jong Ajax (1-1). Hij kwam in de rust in de ploeg voor Joshua Sanches. In totaal speelde Mukeh 15 wedstrijden voor de club uit Oss.
Na zijn verhuurperiode werd Mukeh weer toegevoegd aan de selectie van Jong FC Utrecht. Op 4 november 2024 maakte hij zijn eerste doelpunt voor Jong Utrecht, tegen MVV Maastricht (4-3). Hij schoot in de 96e minuut de winnende binnen. In het seizoen 2024/25 behoort Mukeh tot de selectie van het eerste elftal van FC Utrecht, maar wacht nog op zijn debuut.

## Clubstatistieken
| Seizoen                         | Club            | Land           | Competitie     | Competitie | Competitie | Beker | Beker | Totaal | Totaal |
| Seizoen                         | Club            | Land           | Competitie     | Wed.       | Dlp.       | Wed.  | Dlp.  | Wed.   | Dlp.   |
| ------------------------------- | --------------- | -------------- | -------------- | ---------- | ---------- | ----- | ----- | ------ | ------ |
| 2020/21                         | Jong FC Utrecht | Nederland      | Eerste divisie | 6          | 0          | –     | –     | 6      | 0      |
| 2021/22                         | Jong FC Utrecht | Nederland      | Eerste divisie | 16         | 0          | –     | –     | 16     | 0      |
| 2022/23                         | → Top Oss       | Nederland      | Eerste divisie | 15         | 0          | 0     | 0     | 15     | 0      |
| 2023/24                         | Jong FC Utrecht | Nederland      | Eerste divisie | 30         | 0          | –     | –     | 30     | 0      |
| 2024/25                         | Jong FC Utrecht | Nederland      | Eerste divisie | 21         | 1          | –     | –     | 21     | 1      |
| Carrièretotaal                  | Carrièretotaal  | Carrièretotaal | Carrièretotaal | 22         | 0          | 0     | 0     | 88     | 1      |
| Bijgewerkt t/m 31 augustus 2022 |                 |                |                |            |            |       |       |        |        |